# Stefano Anceschi
Stefano Anceschi (Scandiano, 18 giugno 1984) è un velocista italiano, arruolato nel Gruppi Sportivi Fiamme Gialle dal 2003 e allenato dall'ex primatista italiano dei 110 hs Andrea Giaconi.
Oltre alla carriera sportiva ha ottenuto tre lauree: in ingegneria gestionale ed in economia e sistemi complessi all'Università degli Studi di Modena e Reggio Emilia, ed è stato selezionato come vincitore del premio Rubes Triva, patrocinato dal gruppo Hera, come miglior tesi in ambito ambientale dell'ateneo.
Inoltre è laureato in scienze motorie.

## Biografia

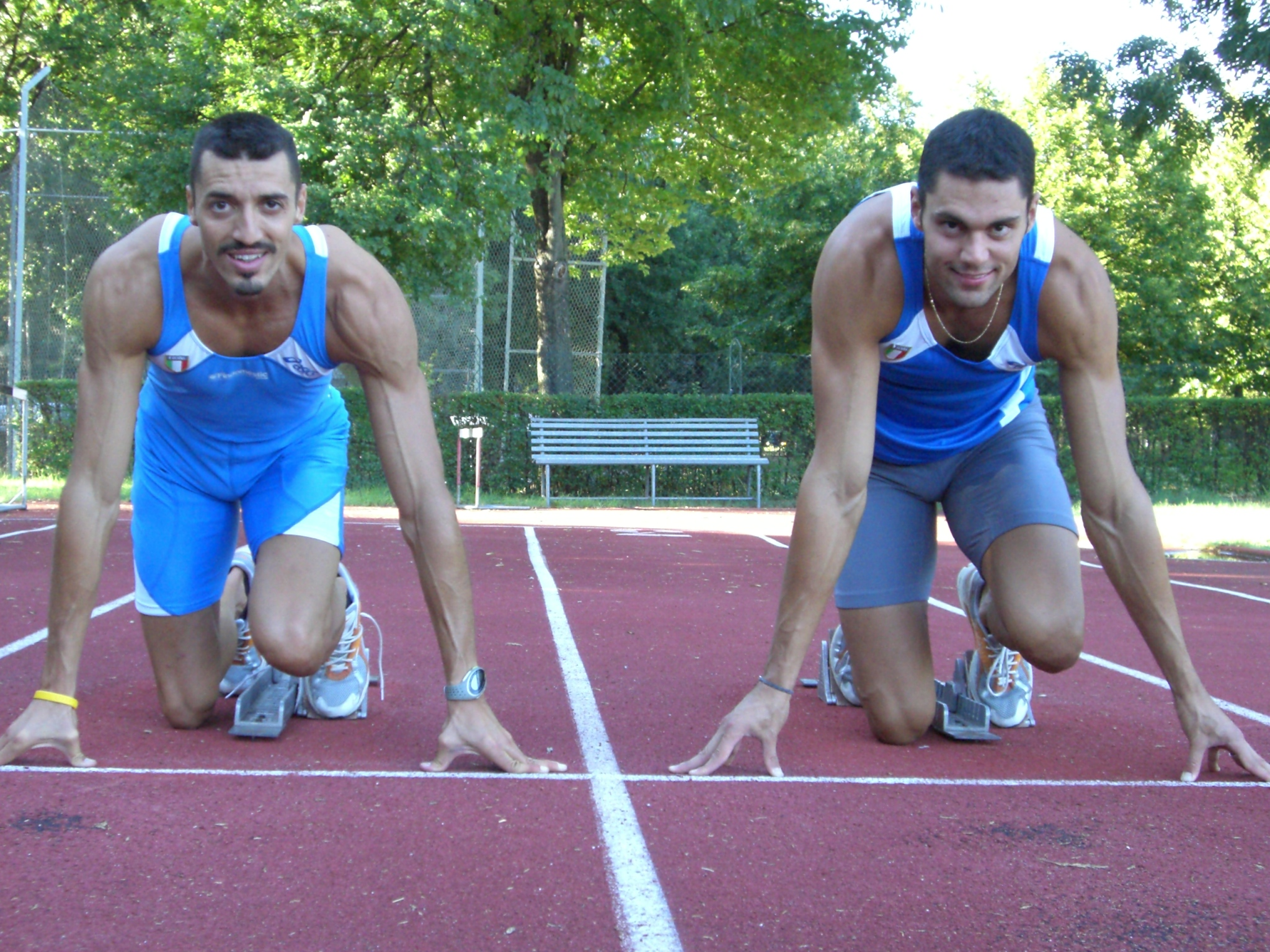
Stefano Anceschi (a destra) con Andrea Giaconi.

Anceschi fino ai 15 anni si dedica al calcio, giocando come difensore nelle giovanili della Reggiana. Successivamente decide di lasciare il calcio e fa un provino nella squadra di basket della Reggiana; tuttavia decide di dedicarsi a tempo pieno all'atletica leggera, spinto anche dalla passione del papà Dino.
Campione italiano giovanile per 6 volte, dopo aver militato nella Reggio Event's viene reclutato dalle Fiamme Gialle a fine 2003. Nella fase iniziale di carriera è compagno d'allenamento di Andrea Giaconi e di Silvia Cucchi, reggiani come Anceschi; nel 2004, diventato compagno di società dell'ostacolista azzurro, si affida allo stesso Giaconi come suo tecnico personale.
All'inizio del 2005 rimane fermo a causa di un problema allo scafoide destro; dopo aver deciso di non operarsi, riesce a tenere sotto controllo il dolore raggiungendo notevoli miglioramenti, soprattutto sui 200 metri. Nel corso dello stesso anno vince la medaglia di bronzo agli Europei under 23 di Erfurt mentre all'Universiade di Smirne si classifica 5º sui 100 m e conquista la medaglia d'oro nella staffetta 4 × 100 m.
Nel 2006 si laurea campione italiano dei 200 metri con il tempo di 20"86, nel corso degli assoluti disputatisi a Torino. Si fa largo anche nel gruppo degli aspiranti ad un posto nel quartetto azzurro della staffetta veloce, dimostrando buona propensione come secondo frazionista. Prende parte agli Europei di Göteborg, partecipando alle prove dei 200 m e della 4 × 100 m. Nei 200 metri piani il suo cammino non va oltre i quarti di finale (dove viene squalificato per invasione di corsia), mentre con la staffetta raggiunge la finale dove tuttavia il cambio Luca Verdecchia compromette le ambizioni del quartetto azzurro di una possibile medaglia e relega la staffetta italiana al 6º posto in 39"42.
Nel 2007 ottiene il tempo limite per la partecipazione ai Giochi olimpici del 2008 ma è costretto alla rinuncia a causa di un grave infortunio al tendine di Achille;
Negli anni seguenti subisce 4 interventi chirurgici (2008-2009-2010-2011) presso la clinica ortopedica del S. Matteo di Pavia che lo tengono lontano dalle competizioni d'allora. Gli ultimi due infortuni sono avvenuti entrambi a pochi giorni di distanza, e con quasi le stesse diagnosi, con quelli del "collega" Andrew Howe i cui destini sembrano essersi incrociati in queste ultime stagioni.
In carriera può vantare 5 presenze in Nazionale assoluta e numerose presenze nelle nazionali giovanili.
Il 2014 rappresenta l'anno del suo rientro agonistico, dopo i numerosi interventi chirurgici. Il rientro internazionale è avvenuto al meeting di Ginevra del 14 giugno. Anceschi conclude la stagione agonistica con un probante 10"74 sui 100 metri che è di ottimo auspicio per gli anni a venire. Decide inoltre di non schierarsi sui 200 metri per rimandare all'anno successivo il rientro agonistico. Da aprile del 2014 Anceschi è tesserato per l'Atletica Riccardi società tra le più gloriose d'Italia e che vanta al suo attivo numerosi scudetti.
Nella stagione 2015 si laurea campione italiano di società con il suo team di appartenenza per la seconda volta consecutiva.
L'Atletica Riccardi conquista così il 5 scudetto della propria storia al quinto scudetto della sua storia

## Migliori prestazioni
- 60 metri indoor: 6"70
- 100 metri: 10"37, 10"18 (W 2.1)
- 200 metri: 20"3[9], 20"86
- Staffetta 4×100 metri: 38"56

## Record nazionali

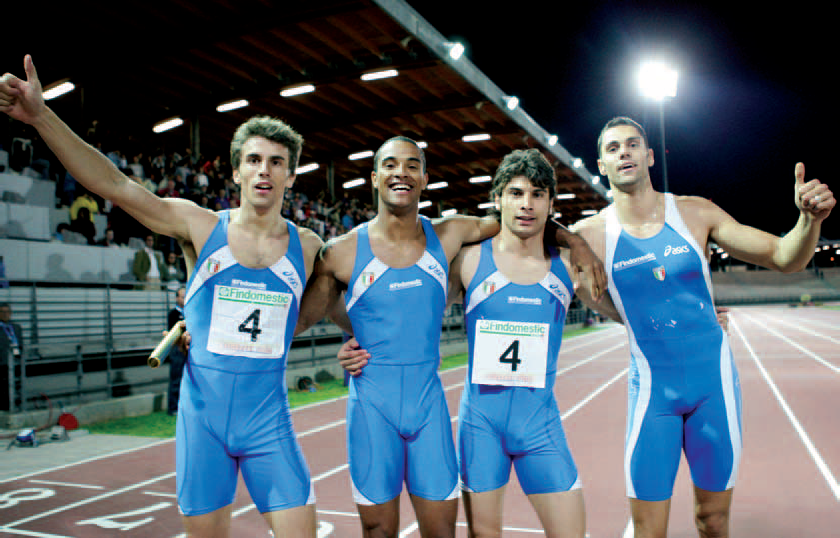
Anceschi (il primo da destra) in occasione del primato italiano under 23 della.

### Seniores
- Staffetta 4×100 metri (di società): 38"85 ( Valencia, 27 maggio 2006) (Gruppi Sportivi Fiamme Gialle - Stefano Dacastello, Stefano Anceschi, Massimiliano Donati, Koura Kaba Fantoni)

Ha inoltre detenuto fino al 17 luglio 2011 il primato italiano under 23 con 39"06 ( Firenze) (Rosario La Mastra, Stefano Anceschi, Andrew Howe, Fabio Cerutti)

## Progressione

### 100 metri piani
| Stagione | Risultato | Luogo             | Data                | Rank. Mond. |
| -------- | --------- | ----------------- | ------------------- | ----------- |
| 2015     | 10"73     | Osimo             | 05-7-2015           | -           |
| 2014     | 10"74     | Chiasso Modena    | 24-8-2014 10-9-2014 | -           |
| 2013     | N.T.      |                   |                     | -           |
| 2012     | N.T.      |                   |                     | -           |
| 2011     | 10"84     | Mondovì           | 12-6-2011           | -           |
| 2010     | N.T.      |                   |                     | -           |
| 2009     | 10"56     | Pergine Valsugana | 25-7-2009           | -           |
| 2008     | 10"52     | Bellinzona        | 21-6-2008           | -           |
| 2007     | 10"41     | Abuja             | 5-5-2007            | -           |
| 2006     | 10"37     | Bellinzona        | 26-8-2006           | -           |
| 2005     | 10"40     | Pergine Valsugana | 22-7-2005           | -           |
| 2004     | 10"42     | -                 | -                   | -           |
| 2003     | 10"49     | Donnas            | 23-6-2003           | -           |
| 2002     | 10"91     | -                 | -                   | -           |
| 2001     | 10"92     | Gorizia           | 5-6-2001            | -           |
| 2000     | 11"62     | -                 | -                   | -           |

### 200 metri piani
| Stagione | Risultato | Luogo      | Data      | Rank. Mond.      |
| -------- | --------- | ---------- | --------- | ---------------- |
| 2015     | 21"74     | Modena     | 21-6-2015 | -                |
| 2014     | N.T.      |            |           | -                |
| 2008     | 21"14     | Ginevra    | 31-5-2008 | -                |
| 2007     | 20"3      | Abuja      | 5-5-2007  | 46º              |
| 2006     | 20"86     | Torino     | 6-6-2006  | Italian Champion |
| 2005     | 21"22     | Bressanone | 26-6-2005 | -                |
| 2004     | 21"33     | -          | -         | -                |
| 2003     | 21"32     | Grosseto   | 23-6-2003 | -                |
| 2002     | 22"01     | Milano     | 30-6-2002 | -                |
| 2001     | 21"63     | Fano       | 23-9-2001 | -                |

## Palmarès
| Anno | Manifestazione   | Sede     | Evento      | Risultato        | Prestazione | Note             |
| ---- | ---------------- | -------- | ----------- | ---------------- | ----------- | ---------------- |
| 2003 | Europei juniores | Tampere  | 4×100 metri | 4º               | 39"25       |                  |
| 2005 | Europei under 23 | Erfurt   | 4×100 metri | Bronzo           | 39"41       | Record nazionale |
| 2005 | Universiade      | Smirne   | 4×100 metri | Oro              | 39"25       |                  |
| 2005 | Universiade      | Smirne   | 100 metri   | 5º               | 10"57       |                  |
| 2006 | Europei          | Göteborg | 4×100 metri | 6º               | 39"42       |                  |
| 2006 | Europei          | Göteborg | 200 metri   | Quarter of Final | D.Q.        |                  |

## Campionati nazionali

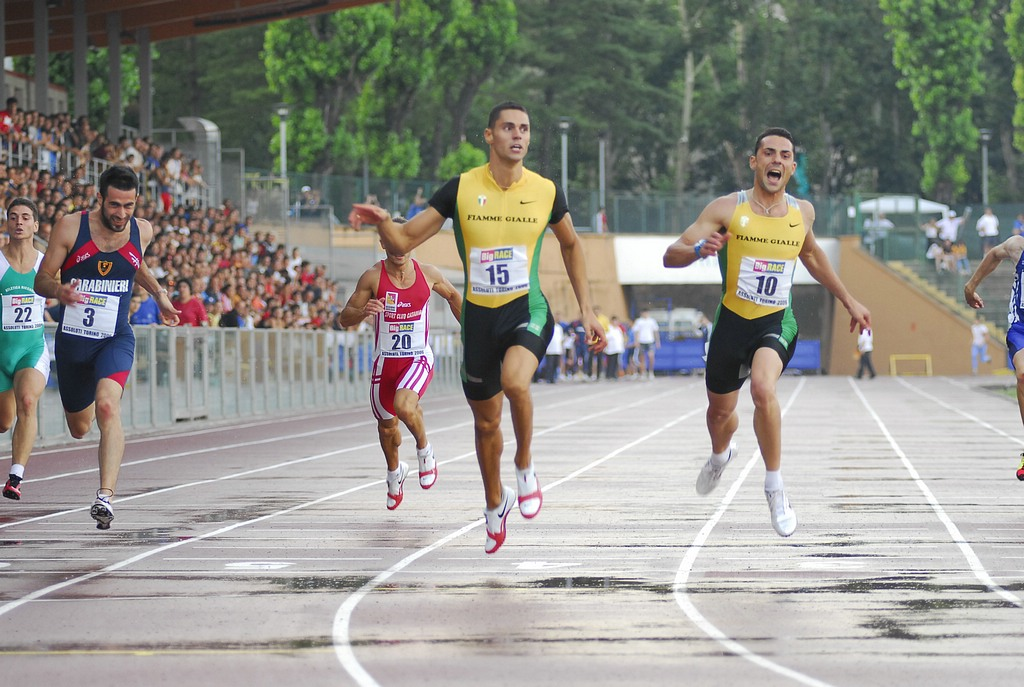
Stefano Anceschi (al centro) campione italiano dei.

- 1 volta campione nazionale assoluto nei 200 metri piani (2006)

2001
- Oro ai Campionati italiani allievi (Fano), 200 metri - 21"63

2003
- Oro ai Campionati italiani juniores (Grosseto), 100 metri - 10"59
- Oro ai Campionati italiani juniores (Grosseto), 200 metri - 21"32

2004
- Oro ai Campionati italiani assoluti indoor (Torino), 4×200 metri - 1'26"56
- Oro ai Campionati italiani under 23 indoor (Ancona), 60 metri - 6"78

2005
- Argento ai Campionati italiani under 23 (Grosseto), 100 metri - 10"45
- Argento ai Campionati italiani under 23 (Grosseto), 200 metri - 21"22

2006
- Oro ai Campionati italiani assoluti (Torino), 200 metri - 20"90

## Altre competizioni internazionali
2005

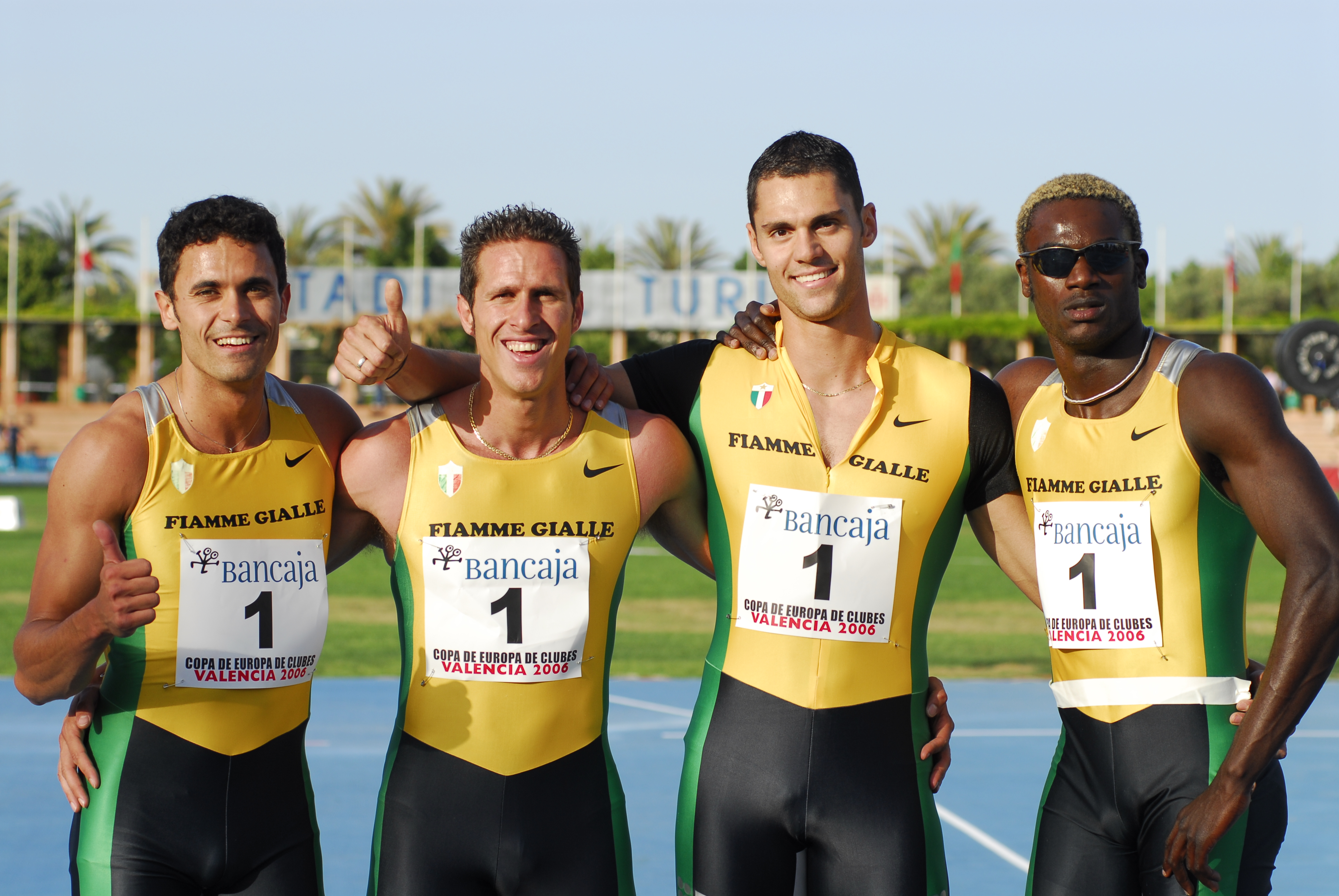
Anceschi (il secondo da destra) in occasione del primato italiano di club della 4×100 m.

- Argento in Coppa Europa ( Firenze), 4×100 metri - 38"69
- Oro in Coppa dei Campioni per club ( Lagos), 4×100 metri
- Oro in Coppa dei Campioni per club ( Lagos), club vincitore[11]

2006
- Argento in Coppa Europa ( Malaga), 4×100 metri - 39"14
- Oro in Coppa dei Campioni per club ( Valencia), 4×100 metri - 38"85  di società

2007
- Argento in Coppa dei Campioni per club ( Albufeira), 200 metri
- Oro in Coppa dei Campioni per club ( Albufeira), 4×100 metri